# Necyla leopoldi
Necyla leopoldi is een insect uit de familie van de Mantispidae, die tot de orde netvleugeligen (Neuroptera) behoort. 
Necyla leopoldi is voor het eerst wetenschappelijk beschreven door Navás in 1931.